# Juliette Besson
Pour les articles homonymes, voir Besson.
Juliette Besson, née le 21 mai 1987, est une actrice de cinéma française, fille du réalisateur, producteur et scénariste Luc Besson et de l'actrice Anne Parillaud.

## Biographie
Née en 1987, fille de Luc Besson et d'Anne Parillaud (qui tournent ensemble leur film à succès Nikita en 1990), elle a de nombreux demi-frères et sœurs par son père : Shanna (fille de Maïwenn), Thalia, Sateen et Mao, (enfants de Virginie Besson-Silla) et par sa mère : Théo et Lou (enfants du producteur Mark Allan).
En 1988, son père lui dédie son film à grand succès Le Grand Bleu « À ma fille, Juliette. », pendant qu'elle est opérée avec succès à l'âge de un an, deux jours après la présentation du film au festival de Cannes, pour une grave malformation cardiaque.
En 2008, elle suit trois ans de cours de théâtre au cours Florent à Paris, et obtient des petits rôles dans une dizaine de longs métrages (en particulier dans le téléfilm La Marquise des ombres de France 2 de 2009). Elle obtient son premier rôle clé en 2012 dans Par les épines de Romain Nicolas, où elle incarne le rôle de Juliette, une orpheline muette et hypersensible.
Elle joue en 2012 dans L'Art de la fugue de Brice Cauvin, aux côtés de Benjamin Biolay et Nicolas Bedos, et tourne plusieurs courts métrages dont Le Baiser, publicité de Fabienne Redt (qui deviendra la bande-annonce du 8e Festival du film de La Réunion) ainsi que Crème brulée d’Elsa Blayau, puis Partir de Christophe Brachet (sélectionnés, entre autres, au festival international du film de Saint-Jean-de-Luz et au festival du film francophone d'Angoulême).
Elle obtient un second rôle de Julie dans le film Que justice soit nôtre de Jean-Pierre Delepine et Alix Bénézech en 2014, puis le rôle d’Éléonore dans le film Numéro une de Tonie Marshall en 2017.

## Filmographie

### Longs métrages
- 2012 : Par les épines de Romain Nicolas : Juliette
- 2012 : L'Art de la fugue de Brice Cauvin : une serveuse
- 2014 : Que justice soit nôtre de Jean-Pierre Delepine et Alix Bénézech : Julie Lavalier
- 2017 : Numéro une de Tonie Marshall : Éléonore
- 2019 : 订亲 (Engagement) de Yang Huilong : Emma

### Courts métrages
- 2012 : Chambre 213 de Romain Julien :
- 2012 : Partir de Christophe Brachet :
- 2012 : Crème brulée d'Elsa Blayau : Juliette

## Distinctions
- 2014 : égérie du Festival international du film de Saint-Jean-de-Luz